# Reprezentacja Liechtensteinu na Mistrzostwach Świata w Narciarstwie Klasycznym 2007
Reprezentacja Liechtensteinu na Mistrzostwach Świata w Narciarstwie Klasycznym 2007 liczyła 1 sportowca. Reprezentacja ta wypadła najgorzej ze wszystkich reprezentacji na mistrzostwach. Jej wyniki były gorsze niż krajów tak egzotycznych, jak Etiopia, Kenia czy Republika Południowej Afryki. Jedyny reprezentant Liechtensteinu, Markus Hasler, wystartował tylko w jednym biegu (na 30 km) i go nie ukończył.

## Medale

### Złote medale
Brak

### Srebrne medale
Brak

### Brązowe medale
Brak

## Wyniki

### Biegi narciarskie mężczyzn
Bieg na 30 km
- Markus Hasler - nie ukończył